# Émeutes raciales de 1964 à Maurice
Les émeutes raciales de 1964 à Maurice désignent un ensemble d'émeutes et d'affrontements violents qui ont commencé le 1er mai 1964 dans le village de Trois Boutiques à Souillac puis à Mahébourg.

## Histoire
Les troubles ont finalement conduit à la déclaration d'un état d'urgence sur tout l'île qui est alors une colonie britannique. L'émeute a été déclenchée par le meurtre de l'agent de police Beesoo, dans son véhicule, par un gang hindou. Un civil franco-mauricien (M. Brousse) est ensuite assassiné à Trois Boutiques. 
Le gang hindou a par la suite agressé les spectateurs hindous et musulmans d'un cinéma à Mahébourg. Une centaine de plaintes pour agression contre des Indo-mauriciens ont alors été enregistrées.
L'état d'urgence est le 14 mai 1964 et dure jusqu'à fin 1964. L'opération Fishplate est lancée par la Grande-Bretagne : elle implique le déploiement de forces armées basées au Yémen vers Maurice.